# Lactobacillus ingluviei
Lactobacillus ingluviei è una specie di batterio appartenente alla famiglia delle Lactobacillaceae.